# 越南民主共和国
越南民主共和國（越南语：／），通称北越，是位於東南亞的共產主義國家。北越建立於1945年，但直到1954年才開始獲得廣泛承認。1976年7月2日，北越與其主導的越南南方共和國合併，改国名为越南社會主義共和國，完成了越南的統一。
1945年八月革命後，在同年9月2日，越南獨立同盟會領袖胡志明發表《獨立宣言》，宣佈越南從法國獨立及越南民主共和國的成立。但法國仍然想維持在法屬印度支那的殖民統治，最終與越盟爆發武裝衝突，發展成第一次印度支那戰爭。1951年，在印度支那共產黨分裂後，越盟中的共產主義者改組成立了越南勞動黨，並開始在政府中將非共產主義者邊緣化。從第一次印度支那戰爭後期開始，越南勞動黨當局還開展了一系列諸如土地改革等政治運動，造成大量民眾被迫害致死或被處決。
1954年，在越盟於奠邊府戰役中取勝後，法國與越盟達成日內瓦協定，第一次印度支那戰爭以法國撤出越南告終，按照協議，越盟的越南民主共和國控制北緯十七度線以北的越南地區，因而此後也稱爲「北越」，而反共的越南國（後來的越南共和國，即南越）則控制北緯十七度線以南的越南。日內瓦協議規定的300天自由遷徙期中，法國和美國發起了自由之路行動，幫助大量居住在越南北部的基督徒和地主、商人等居民逃往南方。這些居民因擔心居住在北方會受到越南勞動黨主導的北越的迫害而逃離。
日內瓦協定後，南越和北越雙方武力衝突不斷擴大。1959年，北越當局開始放棄和平統一方針，開始謀求武力統一越南。1960年，越南勞動黨三大確立加強武力統一越南的方針。北越控制的越南南方民族解放陣線從1960年開始大幅活躍，在南方進行破壞等遊擊活動。北部灣事件後，美國全力介入越南內戰，協助南越對抗北越，但最後卻深陷戰爭泥潭，美國國內反戰聲浪高漲，最後于1973年1月27日在巴黎与越共簽署巴黎和平協約，軍隊於同年撤出越南。隨後，北越加強對南越攻勢，最終在1975年占领西贡，並在1976年与越南南方共和国合并为越南社會主義共和國，完成越南統一。

## 歷史
1945年8月，二次大戰終結，印度支那共產黨胡志明領導的越南獨立同盟會（越盟）趁日本投降，而法國尚無力於印度支那之際，發動八月革命。此時越南名義上的君主保大帝和首相陳仲金都無法控制局勢。保大帝決定讓權於越盟。9月2日胡志明在河內巴亭廣場發表《獨立宣言》，正式宣布越南獨立，建立越南民主共和國。
日本二戰投降之後，越南南北分別由英軍和中華民國軍隊佔領。在中國的支持下，越南共產黨與越南國民黨合作組成了北越的第一屆內閣。南部的英軍則逐步歸權與印度支那原有的統治者法國。經交涉，法國同意北越以法蘭西聯盟的成員身份獨立，卻不願意讓越南統一。這種對立引發了第一次印度支那戰爭。
1946年1月6日，越南全国选民投票选出333名国会代表。1946年3月2日，第一届国会召开第一次会议，决定不经选举补充70名海外代表。据此，第一届国会包括403名代表。这是东南亚地区第一个国会，也是殖民地争取独立后的第一个国会。第一届国会第一次会议出常务委员会。其包括15名正式委员，3名候补委员，由阮文素为主任。国会还选出由胡志明为主席、阮海臣为副主席的抗战联合政府。政府的部长其中包括：
- 外交部部长 阮祥三
- 内务部部长 黄叔沆
- 经济部部长 周伯凤
- 财政部部长 黎文献
- 国防部部长 潘英
- 社会部兼卫生救济和劳动部部长 张廷知
- 教育部部长 邓台梅
- 司法部部长 武廷槐
- 交通公路部部长 陳登科
- 耕农部部长 蒲春律
- 最高顾问团顾问 阮福永瑞
- 抗战委员会主席 武元甲
- 抗战委员会副主席 武鸿卿

1946年3月6日，政府、抗战委员会和国会常委会成员联席会议一致同意胡志明主席率领的越南代表团与法国政府代表签署《“3.6”初步协议》。1946年7月6日至9月13日，由范文同为团长的越南民主共和国政府代表团赴法出席在巴黎枫丹白露召开的越法正式谈判。1946年9月14日，胡志明主席与法国政府代表签署《“9.14”临时协约》。 

### 第一次印度支那戰爭

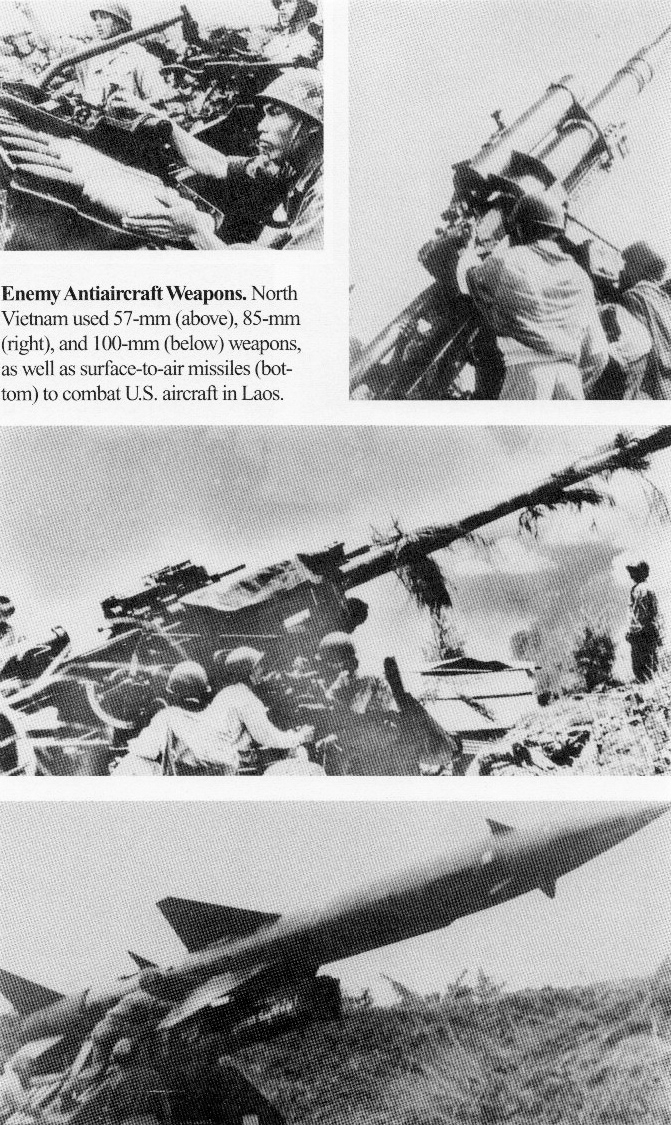
北越軍飛彈武器

北越的領導者很早就意識到這場戰爭會長期化。爲了應對法軍的武力優勢，北越主要采取了遊擊戰方式。法國人深陷其中不能自拔，采取了扶植傀儡政權的辦法。保大帝被迎到越南南方，擔任新國家越南國的元首。但北越的優勢已不可逆轉。奠邊府戰役北越大獲全勝，法國宣告失敗。日內瓦會議上各方約定很快將在越南全土進行總選舉。
就在第一次印支那戰爭後期及休戰期間，北越進行了土地改革等一系列反私有制的運動。地主等成分在北越消失，這也導致開始有大批人員逃亡南方，即自由之路行动。

### 越戰
1955年吳廷琰上臺担任越南共和国总统。在美國支持下，他拒絕了進行總選舉的可能。越南南北分裂的情況似乎將無异於朝鮮半島。在此情況下越南共產黨的南方組織——越南南方民族解放陣線成立，在越南南方開展各種活動。南越西贡当局雖大力鎮壓，反而有招架不住的情勢。而吳廷琰於1963年被殺。為此美國決定亲自插手越南問題。
1964年北部湾事件發生後，美國向北越宣戰。開始對北越進行大規模戰略轟炸。越戰全面升級。但北越同時有中國和蘇聯的支持，軍隊化整為零進行遊擊戰。美國國內和世界上的反越戰運動亦風起雲湧。最終美國在1973年與北越講和，決定將軍隊撤出南越。
美軍撤退後戰爭仍在進行。1975年4月30日，越共攻陷越南共和國首都西貢
，越南人民军士兵进入總統府獨立宮，包括总统杨文明在内的所有内阁成员代表越南共和國投降，越南共和國滅亡。在北越使意下，越共在原南越領土上成立了越南南方共和國。1976年7月2日，在北越主導下越南統一，國名從此改為越南社會主義共和國。

## 外交

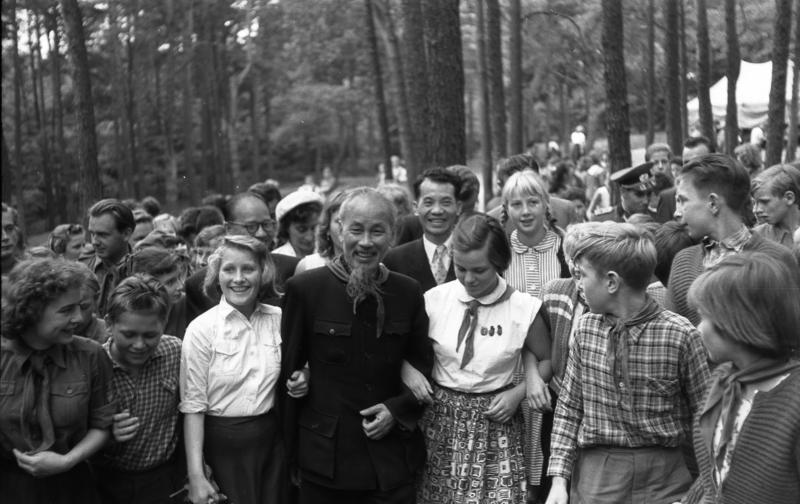
1957年，胡志明與東德少先隊員在一起，攝於東柏林地區

北越在20世纪70年代以前幾乎受到所有西方國家以及反共政權的外交隔離，這些國家都只承認南越为代表越南的唯一合法政府。而幾乎所有的共產主義國家，包括蘇聯、中華人民共和國、東德、古巴等，則是承認北越並與之建立外交關係。1950-1957年間，北越拒絕與鐵托的南斯拉夫建交，有觀點認爲這是受到蘇聯的影響。在與南斯拉夫建交後，北越當局仍然對鐵托的政策進行批評。一些參與不結盟運動的國家，亦承認北越，但大都只是像印度尼西亚那樣給予事實上的承認而不是正式承認。1969年，瑞典成爲第一個承認北越并与其建交的西方國家，隨後，許多西方國家在20世紀70年代陆续與北越建交。